# Чамов, Симеон
Симеон Чамов (болг. Симеон Чамов; род. 24 декабря 1990, Ямбол) — болгарский боксёр, представитель полусредних весовых категорий. Выступает за сборную Болгарии по боксу начиная с 2006 года, победитель и призёр многих турниров международного значения, участник летних Олимпийских игр в Рио-де-Жанейро.

## Биография
Симеон Чамов родился 24 декабря 1990 года в городе Ямбол, Болгария. Проходил подготовку в столичном ЦСКА под руководством тренера Михаила Такова.
Впервые заявил о себе на международной арене в сезоне 2006 года, выиграв серебряную медаль на чемпионате Европы среди кадетов в Албании.
В 2009 году вошёл в основной состав болгарской национальной сборной и побывал на чемпионате мира в Милане, где уже на предварительном этапе первой полусредней весовой категории был остановлен россиянином Максимом Игнатьевым.
В 2013 году боксировал на европейском первенстве в Минске и на мировом первенстве в Алма-Ате, но попасть здесь в число призёров не смог.
Одержал победу в полусреднем весе на домашнем чемпионате Европейского Союза 2014 года в Софии.
В 2015 году выступал на чемпионате Европы в Самокове и на Европейских играх в Баку.
Благодаря череде удачных выступлений удостоился права защищать честь страны на летних Олимпийских играх 2016 года в Рио-де-Жанейро — в категории до 69 кг благополучно прошёл первого соперника по турнирной сетке, тогда как во втором бою на стадии 1/8 финала со счётом 0:3 потерпел поражение от тайца Сайлома Ади.
После Олимпиады Чамов остался в составе боксёрской команды Болгарии и продолжил принимать участие в крупнейших международных турнирах. Так, в 2017 году он отметился выступлением на чемпионате Европы в Харькове, где в 1/8 финала полусреднего веса проиграл азербайджанцу Парвизу Багирову.